# Pontoniopsides
Pontoniopsides is een geslacht van kreeftachtigen uit de klasse van de Malacostraca (hogere kreeftachtigen).

## Soort
- Pontoniopsides paulae (Gore, 1981)